# Klitten (sprookje)
De plukken of Klitten is een sprookje uit Kinder- und Hausmärchen met volgnummer KHM156, opgetekend door de gebroeders Grimm. De oorspronkelijke naam is Die Schlickerlinge.

## Het verhaal
Er is een mooi meisje, maar ze is slordig. Als ze spint is ze humeurig als er een knoopje in het vlas zit. Ze gooit de hele pluk dan uit en gooit het op de grond. Het dienstmeisje is ijverig en zoekt het vlas bij elkaar en maakt het schoon. Ze spint het en laat er een mooie jurk van weven. Een jongeman vraagt het luie meisje ten huwelijk en het ijverige meisje danst in haar mooie jurk. De bruid vertelt over de plukken van de grond en de jongeman kiest dan het andere meisje.

## Achtergronden bij het sprookje
- Het sprookje komt uit Mecklenburg.
- Vergelijk De bruidskeuze (KHM155).
- Luie en ijverige spinsters komen voor in De drie spinsters (KHM14), Vrouw Holle (KHM24), De zes zwanen (KHM49), De luie spinster (KHM 128), De waternimf in de vijver (KHM181), Het klosje, de schietspoel en de naald (KHM188).